# Olivier Lambert
Olivier Lambert (Rennes, 3 maggio 1971) è uno schermidore francese, vincitore di una medaglia d'oro ai campionati mondiali di scherma.